# Rodney Jones

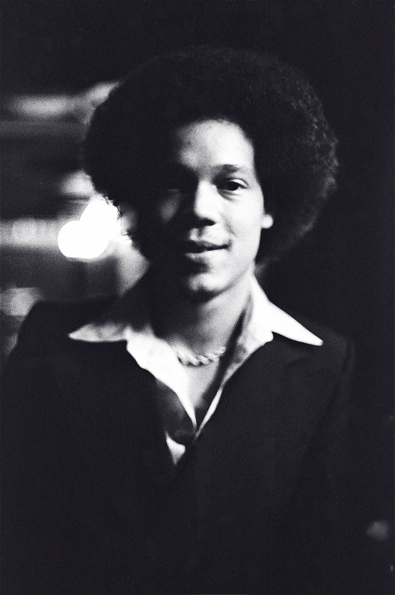
Rodney Jones in 1977

Rodney Bruce Jones (New Haven, 30 augustus, 1956) is een Amerikaanse jazzgitarist en -bassist.
Jones had als kind cello- en pianoles, vanaf zijn zevende leerde hij zichzelf gitaar spelen. Hij had gitaarles bij onder meer Bruce Johnson en studeerde aan City College improvisatie bij John Lewis. In 1974 speelde hij bij Jaki Byard, in de jaren erna werkte hij in de groepen van Chico Hamilton en Dizzy Gillespie. Eind jaren zeventig verscheen zijn eerste album, bij Timeless Records. Hij was daarna studiomuzikant, was muzikaal leider bij Ruth Brown en werkte voor Lena Horne. Jones nam meer dan tien platen als leider op (2013), daarnaast is hij te horen op opnames van onder meer Kenny Burrell, Hilton Ruiz, Jimmy McGriff en Maceo Parker.
Sinds 1988 is hij docent aan de Manhattan School of Music.

## Discografie (selectie)
- Articulation, Timesless, 1978
- When You Feel the Love, Timesless, 1980
- The X Field, Musicmasters, 1995
- The Undiscovered Few, Blue Note, 1999 ('albumpick' Allmusic)
- My Funny Valentine, Timeless, 2000
- Dreams and Stories, Savant Records, 2005
- The Journey of Soul, 2008
- A Thousand Small Things, 18th & Vine, 2009